# 新原生代
| 累代        | 代       | 紀                 | 基底年代 Mya |
| ----------- | -------- | ------------------ | ------------ |
| 顕生代      | 新生代   | 新生代             | 66           |
| 顕生代      | 中生代   | 中生代             | 251.902      |
| 顕生代      | 古生代   | 古生代             | 541          |
| 原生代      | 新原生代 | エディアカラン     | 635          |
| 原生代      | 新原生代 | クライオジェニアン | 720          |
| 原生代      | 新原生代 | トニアン           | 1000         |
| 原生代      | 中原生代 | ステニアン         | 1200         |
| 原生代      | 中原生代 | エクタシアン       | 1400         |
| 原生代      | 中原生代 | カリミアン         | 1600         |
| 原生代      | 古原生代 | スタテリアン       | 1800         |
| 原生代      | 古原生代 | オロシリアン       | 2050         |
| 原生代      | 古原生代 | リィアキアン       | 2300         |
| 原生代      | 古原生代 | シデリアン         | 2500         |
| 太古代      | 新太古代 | 新太古代           | 2800         |
| 太古代      | 中太古代 | 中太古代           | 3200         |
| 太古代      | 古太古代 | 古太古代           | 3600         |
| 太古代      | 原太古代 | 原太古代           | 4000         |
| 冥王代      | 冥王代   | 冥王代             | 4600         |
| 1. 2. 3. 4. |          |                    |              |

新原生代（しんげんせいだい、英：Neoproterozoic）は10億年前～5億4200万年（誤差30万年）前にあたる原生代（先カンブリア時代）最後の地質時代（代）の一つ。エディアカラン、クライオジェニアン、トニアンの3つの紀に分かれる。
クリオジェニアンには地球史上最も過酷な氷河時代の訪れがあったことが知られ、氷床は赤道にまで至る「スノーボールアース」状態となった。多細胞生物の最古の化石（最古の動物を含む）がエディアカランから発見された。
最後の紀の命名は決定されていなかったため、2004年に国際地質科学連合がエディアカランという名称として批准した。詳細は該当ページを参照のこと。

## 地質
新原生代初期には、赤道付近に中原生代後期に形成されたロディニア超大陸が存在した。トニアンにおいてロディニア超大陸の分裂が始まり、いくつもの地塊に分かれた。新原生代においては、3度の氷河期があったことが知られているが、そのうち、大半の大陸地塊が低緯度にあった時に起こったスターティアン (Sturtian) 氷期及びマリノア (Marinoan) 氷期は、赤道域まで氷床に覆われた「スノーボールアース」事変として知られている。

## 古生物
新原生代の考えは比較的最近、1960年を過ぎた頃になって登場した。19世紀の古生物学者は多細胞生物の始まりを三葉虫と古杯類と呼ばれる硬い殻の動物とし、それがカンブリア紀の始まりとなった。20世紀前半にカンブリア境界以前の化石が発見された。複雑な動物群が南西アフリカにて1920年代に発見されたが年代を誤られた。別のものが南オーストラリアで1940年代に見つかったが、1950年代後半まで完全には調べられなかった。その他先カンブリア紀の化石らしきものがロシア、イングランド、カナダ他で発見された。一部は偽化石と同定されたが、それ以外は未知の複雑な生物群であることが判明した。少なくとも世界中の25の地域でかつてのカンブリア境界以前の化石が産する。